# Эман, Филип
Филип Улов Эман (швед. Filip Olov Öhman; род. 26 января 2008) — шведский футболист, защитник «Хеккена».

## Клубная карьера
Является воспитанником «Хеккена». С лета 2024 года стал привлекаться к тренировкам с основной командой клуба. В октябре того же года впервые попал в заявку клуба на матч чемпионата Швеции с «Эльфсборгом», но на поле не появился. 10 ноября того же года в матче последнего тура с «Кальмаром» дебютировал за клуб, заменив на 65-й минуте Сигге Янссона.

## Карьера в сборной
В 2023 году стал вызываться в юношескую сборную Швеции. В её составе впервые сыграл 17 августа 2023 года в товарищеской встрече с Финляндией.

## Клубная статистика
| Выступление      | Выступление      | Выступление      | Лига | Лига | Кубки | Кубки | Конт. кубки | Конт. кубки | Итого | Итого |
| Клуб             | Лига             | Сезон            | Игры | Голы | Игры  | Голы  | Игры        | Голы        | Игры  | Голы  |
| ---------------- | ---------------- | ---------------- | ---- | ---- | ----- | ----- | ----------- | ----------- | ----- | ----- |
| Хеккен           | Алльсвенскан     | 2024             | 1    | 0    | 0     | 0     | 0           | 0           | 1     | 0     |
| Хеккен           | Итого            | Итого            | 1    | 0    | 0     | 0     | 0           | 0           | 1     | 0     |
| Всего за карьеру | Всего за карьеру | Всего за карьеру | 1    | 0    | 0     | 0     | 0           | 0           | 1     | 0     |